# لوسيان بوفا
لوسيان بوفا (بالفرنسية: Lucien Bouvat)‏ (1872 - 1942 م) مستشرق فرنسي.
نشر عدة أبحاث في اللغتين الفارسية والتركية وألف كتاب في تاريخ البرامكة، كما تولى لسنين طوال تحرير «مجلة العالم الإسلامي».